# Championnat du Chili de football 1939
Navigation
Saison précédente Saison suivante
La saison 1939 du Championnat du Chili de football est la septième édition du championnat de première division au Chili. Le championnat change de formule cette saison et se déroule en trois phases. Lors de chacune des phases, les clubs s'affrontent deux fois, à domicile et à l'extérieur ; le dernier du classement est éliminé à l'issue des deux premières phases. Le titre de champion est décerné à la formation qui obtient le plus grand nombre de points sur l'ensemble des trois phases.
C'est le Colo Colo qui remporte la compétition, après avoir terminé en tête du classement final, avec huit points d'avance sur le CD Santiago Morning et dix sur Audax Italiano. C'est le deuxième titre de champion du Chili de l'histoire du club, qui remporte logiquement le trophée après avoir terminé en tête à l'issue des trois phases.
Avant le début du championnat, le club d'Unión Española est forfait et est remplacé par le Santiago National FC.

## Les clubs participants
| - Deportes Magallanes - Colo Colo - Santiago Badminton FC - CF Universidad de Chile - Club Metropolitano - Promu de Segunda División | - CD Universidad Católica - Promu de Segunda División - Audax Italiano - CD Santiago Morning - CD Green Cross - Promu de Segunda División - Santiago National FC - Promu de Segunda División |

## Compétition
Le barème utilisé pour établir les différents classements est le suivant :
- Victoire : 2 points
- Match nul : 1 point
- Défaite : 0 point

### Première phase
| Rang | Équipe                    | Pts | J | G | N | P | Bp | Bc | Diff |
| ---- | ------------------------- | --- | - | - | - | - | -- | -- | ---- |
| 1    | Colo-Colo                 | 13  | 9 | 6 | 1 | 2 | 38 | 19 | +19  |
| 2    | Santiago Badminton FC     | 13  | 9 | 6 | 1 | 2 | 32 | 21 | +11  |
| 3    | Deportes Magallanes T     | 13  | 9 | 6 | 1 | 2 | 35 | 27 | +8   |
| 4    | CF Universidad de Chile   | 11  | 9 | 5 | 1 | 3 | 24 | 15 | +9   |
| 5    | CD Santiago Morning       | 11  | 9 | 5 | 1 | 3 | 37 | 29 | +8   |
| 6    | Audax Italiano            | 10  | 9 | 4 | 2 | 3 | 28 | 24 | +4   |
| 7    | CD Universidad Católica P | 9   | 9 | 4 | 1 | 4 | 22 | 28 | -6   |
| 8    | Santiago National FC P    | 5   | 9 | 1 | 3 | 5 | 15 | 27 | -12  |
| 9    | CD Green Cross P          | 4   | 9 | 2 | 0 | 7 | 21 | 34 | -13  |
| 10   | Club Metropolitano P      | 1   | 9 | 0 | 1 | 8 | 14 | 42 | -28  |

|  | Club éliminé à l'issue de cette phase             |
|  | T : Tenant du titre P : Promu de Segunda División |

### Deuxième phase
| Rang | Équipe                    | Pts | J | G | N | P | Bp | Bc | Diff |
| ---- | ------------------------- | --- | - | - | - | - | -- | -- | ---- |
| 1    | Colo-Colo                 | 14  | 8 | 6 | 2 | 0 | 27 | 12 | +15  |
| 2    | CD Santiago Morning       | 11  | 8 | 5 | 1 | 2 | 25 | 16 | +9   |
| 3    | Audax Italiano            | 10  | 8 | 4 | 2 | 2 | 24 | 18 | +6   |
| 4    | CD Universidad Católica P | 10  | 8 | 4 | 2 | 2 | 18 | 11 | +7   |
| 5    | Deportes Magallanes       | 9   | 8 | 3 | 3 | 2 | 18 | 19 | -1   |
| 6    | CD Green Cross P          | 7   | 8 | 3 | 1 | 4 | 22 | 31 | -9   |
| 7    | CF Universidad de Chile   | 5   | 8 | 2 | 1 | 5 | 11 | 17 | -6   |
| 8    | Santiago Badminton FC     | 3   | 8 | 1 | 1 | 6 | 14 | 18 | -4   |
| 9    | Santiago National FC P    | 3   | 8 | 1 | 1 | 6 | 10 | 27 | -17  |

|  | Club éliminé à l'issue de cette phase             |
|  | T : Tenant du titre P : Promu de Segunda División |

### Troisième phase
| Rang | Équipe                    | Pts | J | G | N | P | Bp | Bc | Diff |
| ---- | ------------------------- | --- | - | - | - | - | -- | -- | ---- |
| 1    | Colo-Colo                 | 11  | 7 | 5 | 1 | 1 | 25 | 13 | +12  |
| 2    | Audax Italiano            | 8   | 7 | 3 | 2 | 2 | 21 | 17 | +4   |
| 3    | CD Santiago Morning       | 8   | 7 | 4 | 0 | 3 | 22 | 18 | +4   |
| 4    | CD Green Cross P          | 8   | 7 | 3 | 2 | 2 | 25 | 20 | +5   |
| 5    | CD Universidad Católica P | 7   | 7 | 2 | 3 | 2 | 12 | 12 | 0    |
| 6    | Santiago Badminton FC     | 6   | 7 | 2 | 2 | 3 | 15 | 24 | -9   |
| 7    | CF Universidad de Chile   | 4   | 7 | 1 | 2 | 4 | 14 | 20 | -6   |
| 8    | Deportes Magallanes T     | 4   | 7 | 0 | 4 | 3 | 14 | 24 | -10  |

|  | T : Tenant du titre P : Promu de Segunda División |

### Classement cumulé
| Rang | Équipe                    | Pts | J  | G  | N | P  | Bp | Bc | Diff |
| ---- | ------------------------- | --- | -- | -- | - | -- | -- | -- | ---- |
| 1    | Colo-Colo                 | 38  | 24 | 17 | 4 | 3  | 90 | 44 | +46  |
| 2    | CD Santiago Morning       | 30  | 24 | 14 | 2 | 8  | 84 | 63 | +21  |
| 3    | Audax Italiano            | 28  | 24 | 11 | 6 | 7  | 73 | 59 | +14  |
| 4    | CD Universidad Católica P | 26  | 24 | 10 | 6 | 8  | 52 | 51 | +1   |
| 5    | Deportes Magallanes       | 26  | 24 | 9  | 8 | 7  | 67 | 70 | -3   |
| 6    | Santiago Badminton FC     | 22  | 24 | 9  | 4 | 11 | 61 | 63 | -2   |
| 7    | CF Universidad de Chile   | 20  | 24 | 8  | 4 | 12 | 49 | 52 | -3   |
| 8    | CD Green Cross P          | 19  | 24 | 8  | 3 | 13 | 68 | 85 | -17  |
| 9    | Santiago National FC P    | 8   | 17 | 2  | 4 | 11 | 25 | 54 | -29  |
| 10   | Club Metropolitano        | 1   | 9  | 0  | 1 | 8  | 14 | 42 | -28  |

|  | Champion du Chili 1939                            |
|  | Relégation directe en Segunda División            |
|  | T : Tenant du titre P : Promu de Segunda División |

## Bilan de la saison
| Championnat du Chili de football 1939 |                      |
| Champion                              | Colo Colo (2e titre) |
| Promotions et relégations             |                      |
| Promus en Primera División            | Unión Española       |
| Relégués en Segunda División          | Club Metropolitano   |